# Dialekt logudorski
Dialekt logudorski (środkowosardyński) – jeden z czterech głównych dialektów języka sardyńskiego. Posługuje się nim ok. 0,5 mln mieszkańców włoskiej wyspy Sardynii, przede wszystkim jej środkowej części. 
Ze względu na niewykształcenie jednego języka literackiego sardyńskiego i różnorodność jego dialektów, bywają one niekiedy traktowane jako odrębne języki. Dialekt nuorski wchodzi w skład logudorskiego.
Większość użytkowników tego języka zna język włoski, choć na co dzień posługuje się logudorskim, także w piśmie. Fragmenty Biblii przetłumaczono nań w latach 1858–1861.